# Kazuo Ozaki
Kazuo Ozaki (Tòquio, Japó, 7 de març de 1960) és un futbolista japonès retirat que va disputar 17 partits amb la selecció japonesa.